# دیملر کنسورت
دیملر کنسورت (Daimler Consort) خودرویی است که در سال‌های ۱۹۳۹ تا ۱۹۵۳تولید شده‌است. طول آن در حالت طبیعی ۱۸۰ اینچ (۴٬۶۰۰ میلیمتر) و عرض آن در حالت طبیعی ۶۵ اینچ (۱٬۷۰۰ میلیمتر) و ارتفاع آن در حالت طبیعی ۶۳ اینچ (۱٬۶۰۰ میلیمتر) است.
موتور آن ۵۲۲ سی‌سی سیستم جعبه‌دندهٔ آن ۴ دنده به صورت دستی است.